# 愁☆一樹
愁☆一樹（しゅう かずき 女性、11月4日 - ）は4コマ漫画家、イラストレーター、同人作家。代表作に、『1年777組』、『兄妹はじめました!』などがある。

## 作品リスト

### 連載終了

#### 単行本化
- 1年777組（まんがタイムきらら（芳文社）、平成14年10月号 - 平成20年6月号連載、まんがタイムKRコミックス（芳文社）、全5巻）
  - 2005年1月26日にフロンティアワークスよりドラマCD版発売。
- あくるちゃんブレイク（月刊ドラゴンジュニア連載、角川コミックスドラゴンJr.（角川書店））
  - 全1巻（2002年3月発行、ISBN 4-04-712296-3）
  - あくるちゃんHigh!（月刊ドラゴンジュニア連載、角川コミックスドラゴンJr.（角川書店））
    - 全1巻（2002年11月発行、ISBN 4-04-712313-7）
- 兄妹はじめました! （まんがタイムきららMAX（芳文社）、平成16年7月（創刊）号 - 平成21年8月号連載、まんがタイムKRコミックス（芳文社）、全4巻）
- とらぶるトラベル （コミデジ（ブロッコリー）連載、フレックスコミックス、全3巻）
  1. 2006年11月27日発行、ISBN 4-7973-3877-6
  2. 2008年6月19日発売、ISBN 4-7973-4941-7
  3. 2008年10月18日発売、ISBN 4-7973-5113-6

  - ぶろこみ版『とらぶるトラベル』
    - ブロッコリーサイト内のウェブコミックサイトぶろこみで、第3話（2005年5月27日公開）まで連載。

#### 未単行本化
- G.G.F （月刊コミック電撃大王（メディアワークス））
- アイドル探偵あかり（季刊デ・ジ・キャラット（角川書店））
- すうぃーとスウィートブラザー（4コマモンスターちびどら（富士見書房））
- さつき晴れ！（萌え魂（英知出版））